# (8684) Reichwein
(8684) Reichwein – planetoida z pasa głównego asteroid okrążająca Słońce w ciągu 3 lat i 69 dni w średniej odległości 2,17 au. Została odkryta 30 marca 1992 roku w Obserwatorium Karla Schwarzschilda w Tautenburgu przez Freimuta Börngena. Nazwa planetoidy pochodzi od Adolfa Reichweina (1898–1944), niemieckiego pedagoga, przeciwnika faszyzmu skazanego na śmierć przez Volksgerichtshof w październiku 1944 roku. Przed nadaniem planetoida nosiła oznaczenie tymczasowe (8684) 1992 FO3.